# Friedrich von La Roche
Friedrich von La Roche (frz. Frédéric de La Roche; † 30. Oktober 1174 in Nablus) war Bischof von Akkon, Erzbischof von Tyrus und Kanzler des Königreichs Jerusalem. Als solcher wurde er auch Friedrich von Akkon oder Friedrich von Tyrus genannt.
Er war ein jüngerer Sohn des Heinrich I. († vor 1138), Graf von La Roche-en-Ardenne aus dem lothringischen Adelsgeschlecht Namur.

## Bischof von Akkon
Friedrich war Chorherr des Templum Domini in Jerusalem, bevor er um 1148 Bischof von Akkon wurde. Um 1150 war er auch Kanzler des Königreichs Jerusalem. Er nahm an der Belagerung von Askalon im Jahre 1153 teil. 1154 schickte ihn König Balduin III. nach Antiochien um im Streit zwischen dem dortigen Fürsten Rainald von Châtillon und dem dortigen Patriarchen Aimerich von Limoges zu vermitteln. Aimerich ging schließlich nach Jerusalem ins Exil. 1155 begleitete Friedrich den Patriarchen von Jerusalem, Fulko von Angoulême, nach Rom, um sich bei Papst Hadrian IV. über das Verhalten einiger Klöster und Kirchen von Jerusalem zu beklagen, die sich weigerten, die Autorität des Patriarchen anzuerkennen. Als 1157 Erzbischof Hernesius von Caesarea, und Bischof Ralph von Bethlehem gegen die Wahl Amalrichs von Nesle zum Patriarchen von Jerusalem opponierten, stellte sich Friedrich auf die Seite Amalrichs und reiste erneut nach Rom um die Angelegenheit Hadrian IV. vorzutragen. Dort erreichte er Hadrians Bestätigung für den neuen Patriarchen.

## Erzbischof von Tyrus
Nachdem im März 1164 Erzbischof Peter von Tyrus gestorben war, wurde Friedrich auf Antrag König Amalrichs I. zu dessen Nachfolger ernannt. An Amalrichs Feldzug gegen Ägypten 1167 nahm Friedrich mit einem eigenen Kontingent teil. Allerdings erkrankte Friedrich in Ägypten und kehrte bald wieder nach Tyrus zurück. Im August 1167 leitete er in Tyrus die Eheschließung von Amalrich mit der byzantinischen Prinzessin Maria Komnena.
Als 1169 Amalrichs Feldzug in Ägypten gescheitert war, schickte der König eine Gesandtschaft nach Europa, um finanzielle Hilfe für die Kreuzfahrerstaaten zu erbitten und einen neuen Kreuzzug zu erwirken. Die erste Gesandtschaft, die von Amalrich von Nesle und Ernesius, dem Erzbischof von Caesarea, angeführt wurde, geriet im Mittelmeer in einem Sturm und musste umkehren. König Amalrich schickte daraufhin eine zweite Gesandtschaft unter Erzbischof Friedrich, Bischof Johann von Banyas und Guibert, dem Präzeptor des Johanniterordens. Im Juli erreichten sie Rom und trafen auf Papst Alexander III., allerdings fand sich keiner der Monarchen Europas bereit, die fernen Kreuzfahrerstaaten zu unterstützen: Ludwig VII. von Frankreich und Heinrich II. von England führten gerade Krieg gegeneinander, immerhin konnte Friedrich Heinrich überreden Geld zu spenden und eine spätere Pilgerfahrt zu versprechen. Friedrich Barbarossa befand sich im fortwährenden Streit mit dem Papst, seit er 1160 durch Alexander III. exkommuniziert worden war, so dass auch von ihm keine Unterstützung zu erwarten war.
Die Gesandtschaft hatte auch die Aufgabe, einen geeigneten Ehemann für die damals elfjährige Prinzessin Sibylla von Jerusalem zu finden, die angesichts der Lepra-Erkrankung ihres Bruders Balduin IV. gute Aussichten auf die Thronfolge hatte. In Frankreich überredete Friedrich den Grafen Stephan I. von Sancerre, einen Schwager König Ludwigs VII., nach Osten zu kommen und Sibylla zu heiraten. Die Gesandtschaft kehrte im Sommer 1171 nach Jerusalem zurück, zusammen mit Stephan und Herzog Hugo III. von Burgund, der als Vertreter Ludwigs VII. kam. Aus unklaren Gründen scheiterte das Eheprojekt jedoch nach kurzer Zeit, und der junge Graf kehrte nach Frankreich zurück, ohne die Prinzessin geheiratet zu haben.
Nach langer Krankheit starb Friedrich 1174 in Nablus und wurde im Templum Domini in Jerusalem begraben.